# الکساندر رادنیانسکی
الکساندر ییفیموویچ رادنیانسکی (روسی: Алекса́ндр Ефи́мович Родня́нский؛ زادهٔ ۲ ژوئیهٔ ۱۹۶۱) تهیه‌کننده فیلم و کارگردان فیلم اهل اوکراین است.
از فیلم‌ها یا مجموعه‌های تلویزیونی که وی در آن‌ها نقش داشته‌است، می‌توان به بی‌عشق، گرما، خورشید، ماچته می‌کشد، شهر گناه، شهر گناه: بانویی که به‌خاطرش می‌کشم، اطلس ابر، استالینگراد و لویاتان اشاره نمود.